# Anes Rušević
Anes Rušević (in serbo Анес Рушевић?; Novi Pazar, 2 dicembre 1996) è un calciatore serbo, attaccante dell'Iberia 1999.